# 2011 en Tunisie
Chronologie de la Tunisie
- 2007
- 2008
- 2009
- 2010
- 2011
- 2012
- 2013
- 2014
- 2015

Cet article présente les faits marquants de l'année 2011 en Tunisie ou relatifs à la Tunisie.

## Chronologie

### Janvier 2011
- Lundi 3 janvier 2011 : Des affrontements ont opposé environ 250 manifestants, des lycéens pour la plupart, et des agents des forces de l'ordre dans la ville de Thala, située à 250 km au centre-ouest de Tunis. Les manifestants ont mis le feu à des pneumatiques et au local du parti au pouvoir, le Rassemblement constitutionnel démocratique (RCD). D'autres lycéens ont pu manifester sans problème dans la ville de Sidi Bouzid[1].

- Mardi 4 janvier 2011 : Mohamed Bouazizi, le jeune vendeur de fruits et légumes qui s'est immolé le 17 décembre à Sidi Bouzid est mort de ses blessures[2].

- Mercredi 5 janvier 2011 : De nombreux sites du gouvernement, des ministères et des administrations, sont rendus indisponibles depuis lundi attaqués par le collectif de hackers « Anonymous » qui s'est notamment fait connaître par son « opération Riposte », contre les opposants à WikiLeaks. Tunisie Numérique assure que « les sites ont été mis hors ligne par le gouvernement […] afin de rétablir leurs contenus ». Depuis le début de l'année, les escarmouches se multiplient entre les cyber-dissidents et ce qu'ils surnomment « Ammar », l'appareil de censure tunisien[3].

- Jeudi 6 janvier 2011[4],[5] :
  - La police a arrêté, un rappeur à Sfax, et trois activistes blogueurs, qui avaient activement participé avec un groupe d'internautes à une campagne contre la cybercensure et dénoncé le verrouillage de sites Internet. Deux d'entre eux ont été libérés le dimanche.
  - À Jebiniana (près de Sfax), la police a dispersé une manifestation de lycéens et d'autres plus violentes ont eu lieu à Tala où des arrestations musclées avaient été signalées la veille.
  - Le mouvement s'est étendu à d'autres régions du Centre et du Sud-Ouest, a gagné des localités du littoral-est, plus nanti.
  - Un ouvrier du bâtiment de 52 ans, père de deux diplômés de l'université sans emploi, s'est suicidé par protestation à Chebba (littoral-est). Un autre jeune s'est immolé à Métlaoui, une zone minière qui avait connu des troubles en 2008.
  - Des milliers d’avocats observent une grève pour dénoncer la répression d’une manifestation du barreau survenue le 31 décembre en solidarité avec les habitants de Sidi Bouzid.

- Vendredi 7 janvier 2011 : Des affrontements entre des manifestants et la police, à Saïda, ont fait six blessés dont un agent de sécurité, près de Sidi Bouzid. Les forces de l'ordre ont ouvert le feu contre les manifestants quand ces derniers ont lancé une pluie de pierres sur un poste de sécurité et mis le feu à un pneumatique[6].

- Samedi 8 janvier 2011 : Un deuxième marchand ambulant de cinquante ans de Sidi Bouzid s'immole par le feu par protestation. Depuis la mi-décembre, plusieurs autres cas de suicides ont été signalés[7].
  - L'Union générale des travailleurs tunisiens (UGTT), centrale syndicale unique, proclame son appui aux revendications de la population de Sidi Bouzid et appelle au dialogue avec la jeunesse, déclarant : « Nous soutenons les revendications de la population de Sidi Bouzid et des régions intérieures, l'UGTT ne peut être qu'avec ce mouvement, derrière ceux qui sont dans le besoin et qui demandent des emplois […] Il est contre nature de condamner ce mouvement, il n'est pas normal d'y répondre par des balles ». Deux personnes ont été tuées par balles lors d'affrontements avec la police depuis la mi-décembre. Dans le même temps, l’UTICA annonce une campagne d’embauche de 50 000 jeunes diplômés[8].
  - À Tunis, quelques centaines de personnes strictement encadrées par des centaines de policiers en civil et des unités anti-émeutes, ont observé une minute de silence à « la mémoire des martyrs » du mouvement social. Le chômage des diplômés est le moteur de la révolte tunisienne[5].

- Dimanche 9 janvier 2011 : Durant le week-end, au moins 23 personnes ont été tuées par balles dans des affrontements avec la police, à Thala, Kasserine et Regueb (centre-ouest)[9],[10]. Le ministère de l’Intérieur confirme des affrontements survenus durant le week-end et annonce la mort de quatorze personnes.

- Lundi 10 janvier 2011 :

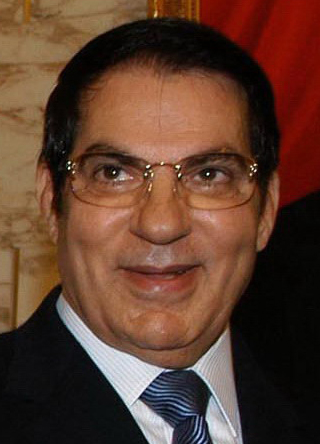
Zine el-Abidine Ben Ali
(novembre 2008)

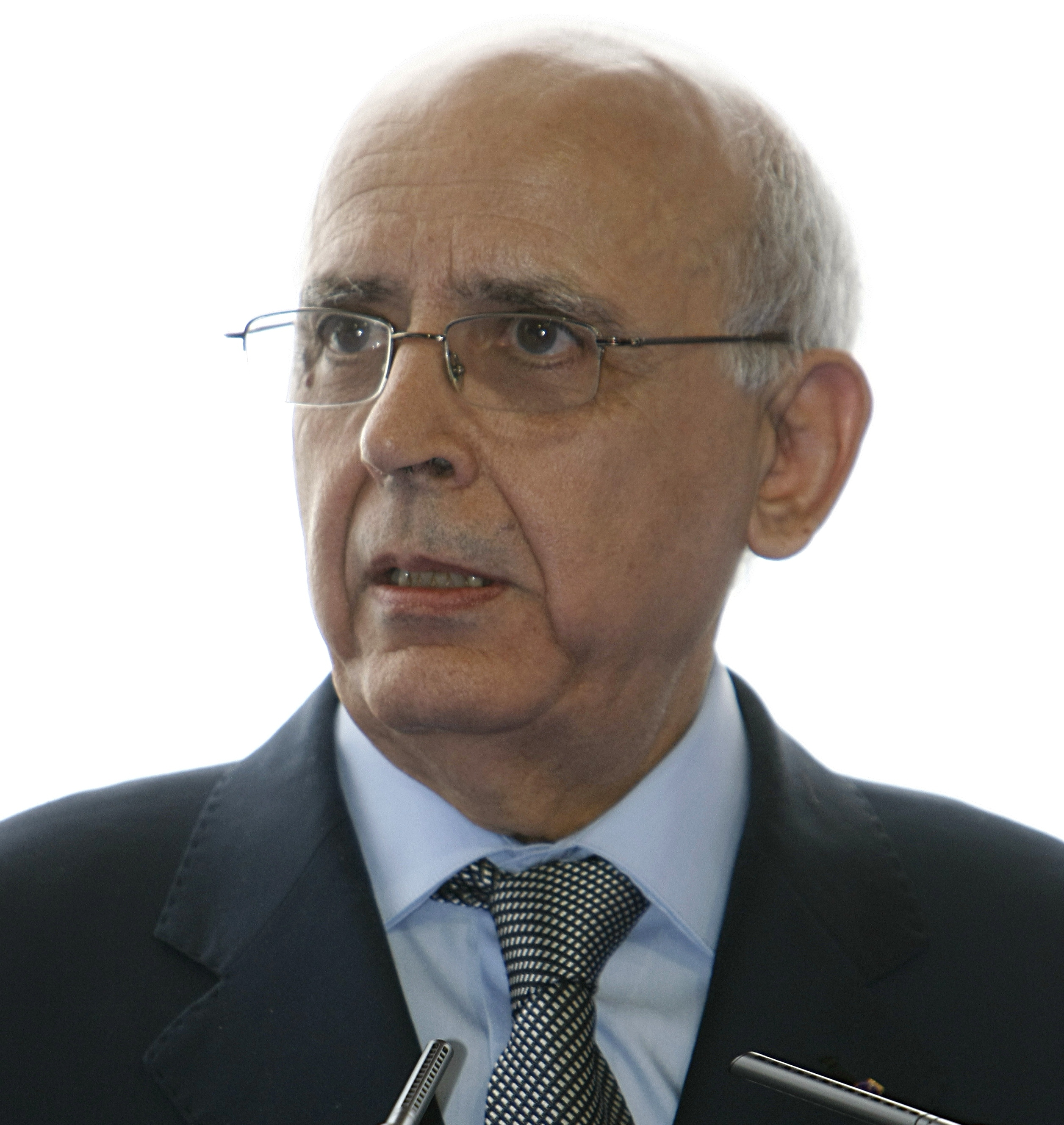
Mohamed Ghannouchi
(août 2008)

  - Le président Zine el-Abidine Ben Ali a promis dans un discours télévisé la création de 300 000 emplois d'ici 2012, après des émeutes sans précédent contre le chômage. Selon lui, « cet effort permettra de résorber, avant la fin de 2012 […] tous les diplômés du supérieur dont la durée de chômage aura dépassé les deux ans » et aussi portera « parmi les sans-emploi de toutes les catégories et de toutes les régions ». Au rang des mesures, il a ordonné d'exonérer sur dix ans « tout nouveau projet générateur d'emplois » dans les régions et dont le taux d'encadrement dépasse les 10 %. Il a également dénoncé des « actes terroristes impardonnables perpétrés par des voyous cagoulés » dans le centre-ouest du pays, théâtre d'émeutes qui ont fait au moins vingt morts selon des sources de l'opposition : « À ceux qui veulent porter atteinte aux intérêts du pays, ou manipuler notre jeunesse, nous disons que la loi sera appliquée », appelant les Tunisiens « à protéger leurs progénitures contre les malfaiteurs » et accusant des « éléments hostiles à la solde de l'étranger, qui ont vendu leur âme à l'extrémisme et au terrorisme, manipulés depuis l'extérieur du pays par des parties qui ne veulent pas le bien d'un pays déterminé à persévérer et à travailler[11] ».
  - Les ministères de l’Éducation et de l’Enseignement supérieur ont ordonné la fermeture « jusqu'à nouvel ordre » des écoles et universités dans tout le pays, « les examens actuellement en cours dans les universités seront suspendus et reportés à une date ultérieure ». Sur de nombreuses pages Facebook de jeunes tunisiens, le drapeau national entaché de sang remplace leurs photos[12].

- Mardi 11 janvier 2011 :
  - Selon la présidente de la Fédération internationale des ligues des droits de l'homme (FIDH), Souhayr Belhassen, le nombre de morts dans les émeutes s'élève à au moins 35, après les violences du week-end dans des localités du centre-ouest du pays[13].
  - Selon un responsable syndical de l'UGTT, la situation est chaotique à Kasserine où les émeutes ont fait plus de 50 tués ces trois derniers jours, a indiqué mardi à l'AFP un responsable syndical, selon un bilan recueilli auprès du personnel médical de l'hôpital régional. Le personnel médical de l'hôpital de Kasserine a débrayé durant une heure pour protester contre le nombre élevé de victimes et la gravité des blessures, « cadavres éventrés, à la cervelle éclatée ». Des snipers et des policiers ont tiré sur des cortèges funèbres[14].
  - À Tunis, une manifestation d'une centaine d'artistes et d'intellectuels venus exprimer leur soutien au mouvement de contestation sociale a été « réprimée brutalement » par des policiers[15].
  - À Paris, les propos tenus par la ministre des Affaires étrangères française, Michèle Alliot-Marie, devant l'Assemblée nationale, suscitent une certaine consternation, y compris à l'intérieur du Quai d'Orsay. Alors que le gouvernement tunisien reconnaît un bilan de 21 civils tués par balles depuis le début des troubles, et la ministre française propose une coopération policière.

- Mercredi 12 janvier 2011 :
  - Le ministre de l’Intérieur Rafik Belhaj Kacem est limogé et remplacé par Ahmed Friaâ. La décision est aussi prise de libérer les personnes arrêtées, à l'exception de celles dont l’implication dans les violences est avérée, et de créer deux commissions d’enquête.
  - Le ministère de l’Intérieur décrète un couvre-feu nocturne dans les gouvernorats du Grand Tunis à la suite de troubles dans certains quartiers dont Ettadhamen et Mnihla[16].
  - Le président Zine el-Abidine Ben Ali a changé son ministre de l'Intérieur et ordonné une enquête sur des actes de corruption concernant des responsables publics. Le premier ministre, Mohamed Ghannouchi, annonce la création d'un comité d'enquête sur la « corruption » et a également ordonné la libération de toutes les personnes détenues depuis le début des troubles[17].
  - À Douz, deux manifestants, un enseignant universitaire franco-tunisien et un électricien, ont été tués par des tirs de la police, lors d'une manifestation ayant dégénéré à la suite d'une attaque de « jeunes » contre le siège de la sous-préfecture, le poste de police et le siège du parti au pouvoir. Quelque 5 autres manifestants ont été blessés[18].
  - Le chef du Parti communiste des ouvriers de Tunisie (PCOT, interdit), Hamma Hammami (59 ans), a été interpellé à son domicile, près de Tunis. Dirigeant d'un parti « illégal » d'extrême gauche autrefois très présent à l'université, il était recherché par la police et vivait dans la clandestinité jusqu'à récemment. Ces derniers jours, il est intervenu plusieurs fois sur des télévisions étrangères pour dénoncer le régime du président Ben Ali[19].

- Jeudi 13 janvier 2011 :
  - Dans la nuit, à Tunis, des affrontements se sont produits dans les cités d'Ettadhamen et Intilaka, où vivent quelque 30 000 habitants.
  - La station balnéaire de Hammamet, située à 60 km de Tunis, prisée par les touristes européens, a été livrée aux pilleurs qui ont détruit plusieurs résidences cossues. D'autres pillages ont eu lieu à Gafsa, Nabeul, Gabès et Bizerte.
  - Selon la Fédération internationale des ligues de droits de l'homme (FIDH) le nombre de morts s'établit à 66 depuis le début des troubles[20].
  - Dans son troisième discours télévisé en quelques semaines, le président Ben Ali, au pouvoir depuis 1987, promet de libéraliser le système politique et de renoncer à se présenter à la présidentielle de 2014. Il promet aussi la liberté totale de l’information et l'accès à Internet, qui était censuré, et demande à la police de ne plus tirer à balles réelles sur les manifestants[21].

- Vendredi 14 janvier 2011 :
  - Le président Zine el-Abidine Ben Ali décide de limoger son gouvernement et d'appeler à des législatives anticipées dans six mois. Le premier ministre, Mohamed Ghannouchi, est chargé de former le nouveau gouvernement. L'état d'urgence a été décrété dans tout le pays[22].
  - À Tunis, où des milliers de manifestants rassemblés pour réclamer le départ de Ben Ali ont été dispersés par la police à coup de lacrymogènes, des blindés de l'armée se sont positionnés devant le ministère de l'Intérieur, devant le ministère des Affaires étrangères ainsi que devant le bâtiment de la Télévision et radio nationale. Des unités anti-émeutes ont pourchassé des jeunes manifestants dans les escaliers d'immeubles résidentiels et dans un centre commercial, où ils se sont repliés.
  - Le chef du Parti communiste des ouvriers de Tunisie (PCOT, interdit), Hamma Hammami, interpellé mercredi à son domicile, près de Tunis, a été libéré.
  - À Gammarth, banlieue résidentielle chic du Nord de Tunis, plusieurs centaines d'émeutiers s'en sont pris aux domiciles de la famille Trabelsi, du nom de Leïla Trabelsi, la femme du chef de l’État tunisien, attaquant systématiquement les maisons qui appartiennent à cette famille, délaissant les autres, y compris de plus luxueuses, car son nom symbolise pour eux l'accaparement des richesses du pays et la corruption.
  - Fuite surprise à l'étranger du président Ben Ali. Le Premier ministre Mohamed Ghannouchi annonce qu’il assure la présidence à titre intérimaire après une nouvelle journée de violences à Tunis[23],[24],[25].

- Samedi 15 janvier 2011 :
  - Fouad Mebazaa, président de la Chambre des députés, est proclamé président par intérim par le Conseil constitutionnel. Il charge Mohamed Ghannouchi de former un gouvernement d’union nationale.
  - Le président Zine el-Abidine Ben Ali a trouvé refuge à Djeddah en Arabie saoudite avec sa famille dont les identités n'ont pas été précisées. Le couple Ben Ali et des membres de leur famille ont passé une semaine à Dubaï.
  - Le chef du parlement, Fouad Mebazaa, a prêté serment devant la Constitution comme président par intérim de la Tunisie dans son bureau à l'assemblée devant le président du Sénat, Abdallah Kallel, et de représentants des deux chambres du parlement.
  - Le chef du parti islamiste tunisien Ennahdha, Rached Ghannouchi, annonce son prochain retour en Tunisie et qu'il est disposé à la formation d'un gouvernement d'union nationale.
  - Environ 8 000 personnes, essentiellement des Tunisiens, des Franco-Tunisiens ainsi que des représentants des partis de gauche français, ont défilé à Paris pour célébrer la chute du président tunisien Zine el-Abidine Ben Ali. Des manifestations ont aussi eu lieu dans plusieurs villes de province, comme Lyon et Toulouse.
  - Le Monde publie une traduction en français d'un télégramme diplomatique américain dévoilé par WikiLeaks et décrivant la corruption au plus haut niveau du régime du président Ben Ali et en particulier de la forte implication de la famille Trabelsi[26].

- Dimanche 16 janvier 2011 :
  - Tunis a connu une nuit de destruction et de pillages dans plusieurs quartiers périphériques du fait des agissements de bandes de casseurs et de pilleurs. Une polémique se développe sur l'identité de ces personnes : miliciens liés aux proches du président en fuite, évadés de centres de détention, éléments de la police. De nombreux habitants à Tunis ont lancé des appels par le biais de la télévision demandant l'intervention urgente de l'armée pour les protéger de bandes qui se livraient hier soir à des pillages et des destructions en dépit du couvre-feu. L'armée a mis à la disposition des citoyens un numéro d'appel pour lui signaler ces attaques. Le président par intérim Mohamed Ghannouchi annonce que des renforts de l'armée seraient déployés rapidement pour sécuriser les quartiers et protéger la population.
  - En province, des violences ont été signalées dans des villes du nord (Bizerte) du centre (Kairouan) et du sud (Gafsa), dont les habitants ont décrit un état d'insécurité, une population terrorisée et des saccages perpétrés par des individus camouflés en l'absence des forces de sécurité. Ces individus cagoulés se déplacent en bandes, certains armés de gourdins et de sabres, dans l'intention manifeste de semer la terreur. Des habitants commencent à se mobiliser pour se défendre[27].
  - De nombreux hypermarchés et supermarchés ont été attaqués et pillés depuis vendredi à Tunis et dans sa banlieue.
  - Un incendie causé par une tentative d’évasion dans la prison civile de Monastir fait 42 morts selon une source médicale[28].
  - Le ministre israélien du Développement régional, Silvan Shalom, exprime sa crainte que la chute du président Zine el-Abidine Ben Ali, réputé ferme face aux islamistes, « qui jusqu'à maintenant étaient hors-la-loi », ne favorise leur montée en Tunisie. La création de partis sur des bases religieuses était interdite par la loi tunisienne.
  - Le militant tunisien des droits de l'Homme, Kamel Jendoubi, président du Réseau Euro-méditerranéen des droits de l’Homme (REMDH) et cofondateur du Comité pour le respect des libertés et des droits de l’Homme en Tunisie (CRLDHT), en exil en France depuis 16 ans, annonce son retour dans son « pays natal » en Tunisie. Interdit de séjour en Tunisie depuis 1994 et privé de son passeport tunisien depuis 2000, il n'avait pas été autorisé, en 2005, à assister aux funérailles de son père.
  - L'ex-chef de la sécurité de l'ex-président Ben Ali a été arrêté à la demande de la justice qui l'accuse des récentes exactions commises contre la population. L'arrestation du général Ali Seriati a eu lieu à Ben Gardane alors qu'il tentait de s'enfuir en Libye et ramené à Tunis.
  - Un neveu de l'ex-président Ben Ali, Kaïs Ben Ali, a été interpellé par l'armée à M'saken (centre) dans la nuit avec dix autres personnes qui « tiraient en tous sens » à bord de véhicules de police. Il avait la réputation d'être un potentat local à M'saken, une localité de la région d'origine de l'ex-président Ben Ali. Depuis la chute du président Ben Ali, de nombreuses exactions nocturnes sont commises par des miliciens armés dans le tout pays, et sont généralement imputées à des proches de l'ancien régime.
  - L'ambassadeur démissionnaire de la Tunisie à l'Unesco, Mezri Haddad, accuse l'ex-président Ben Ali d'avoir « prémédité l'anarchie avant son départ » du pouvoir vendredi et de « téléguider les opérations[29] ».
  - La famille de l'ex-président Ben Ali se serait enfuie en décembre avec 1,5 tonne d'or — pour un montant de 45 millions d'euros —, après que Leïla Ben Ali se serait rendue à la Banque de Tunisie chercher des lingots d'or. Elle aurait ensuite pris un avion pour Dubaï, avant de repartir pour Djeddah. L'or serait aujourd'hui en Suisse[30].
  - Habib Maalej, directeur général de la caisse générale, des comptoirs et des systèmes de paiement à la Banque centrale de Tunisie (BCT) a annoncé que la réserve en Or de la banque centrale n'a pas changé d'un seul gramme depuis la fin de l'année 2009 (5,3 tonnes) et que ce 1,5 tonne (total de 6,8 tonnes) supposé existant en BCT suivant le rapport annuelle de 'Office Gold International est en forme des garanties déposées par l’État tunisien via la BCT à la Banque Centrale d’Angleterre (parole de Habib Maalej)[31].

- Lundi 17 janvier 2011 :

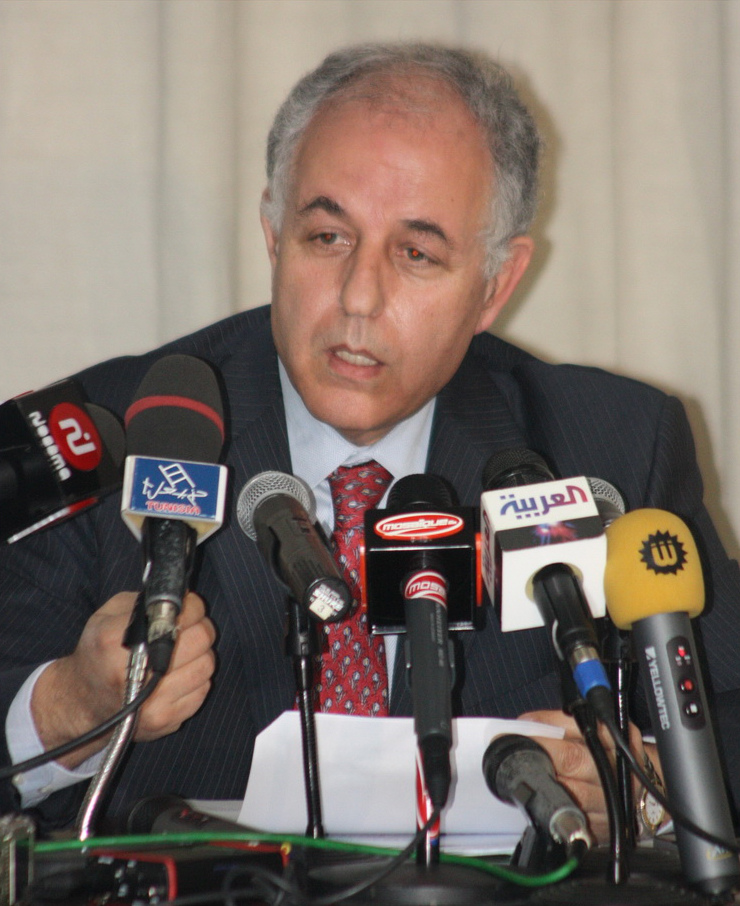
Mustapha Kamel Nabli
(février 2011)

  - Mohamed Ghannouchi, dernier premier ministre de l'ex-président Ben Ali, annonce la composition d'un gouvernement d’union nationale de 24 membres. Ce gouvernement est chargé de préparer des élections présidentielle et législatives à brève échéance.
  - Le nouveau gouvernement comporte des membres de l’opposition et 7 ministres de l’équipe sortante dont le ministre des Affaires étrangères, Kamel Morjane, et celui de l'Intérieur, Ahmed Friaâ. Trois chefs de partis politiques de l'ancienne opposition font partie de ce gouvernement, dont : Ahmed Néjib Chebbi (PDP), ministre du Développement régional ; Ahmed Brahim (Ettajdid, communistes), ministre de l'Enseignement supérieur et scientifique ; Mustapha Ben Jaafar (Forum démocratique pour le travail et les libertés), ministre de la Santé. Côté personnalités : l'ex-bâtonnier Lazhar Karoui Chebbi, ministre de la Justice ; Ahmed Ounaies, secrétaire d’État aux Affaires étrangères ; Slim Amamou, un cyberdissident très actif, secrétaire d’État à la Jeunesse et aux Sports ; la cinéaste Moufida Tlatli, ministre de la Culture.
  - L'opposant historique Moncef Marzouki dénonce ce gouvernement comme une « mascarade » fustigeant une « fausse ouverture » avec le maintien de ministres du parti de la dictature Ben Ali.
  - Le premier ministre annonce la libération de tous les prisonniers politiques, la liberté de création de partis politiques, la levée des restrictions touchant les associations, notamment la Ligue tunisienne des droits de l'homme et la liberté totale de l'information[32].
  - Le ministre de l’Intérieur Ahmed Friaâ donne un bilan total de 74 morts et 98 blessés durant le mois passé. La plupart des victimes ont perdu la vie lors de la féroce répression policière de la révolte populaire qui a débuté mi-décembre dans le centre-ouest déshérité du pays. La police a tiré à balles réelles à de nombreuses reprises sur des manifestants. Plusieurs membres des forces de sécurité figuraient parmi les victimes.
  - Selon un premier bilan, la révolte populaire et les violences qui ont provoqué la chute du régime Ben Ali ont causé trois milliards de dinars (1,6 million d'euros) de pertes à l'économie, soit 4 % du PIB annuel. L'activité économique est aujourd'hui presque paralysée. La plupart des commerces et des banques sont fermés. L'activité touristique, qui représente 6,5 % du PIB et emploie 350 000 personnes est totalement à l'arrêt, depuis l'évacuation précipitée de milliers de vacanciers ces derniers jours.
  - Le gouverneur de la Banque centrale de Tunisie, Taoufik Baccar, est limogé et remplacé par Mustapha Kamel Nabli, ancien économiste en chef du département Moyen-Orient de la Banque Mondiale. La BCT dément l'information que la famille du président déchu Zine el-Abidine Ben Ali se serait enfui de Tunisie avec 1,5 tonne d'or de la banque centrale.
  - Hamma Hammami, chef du Parti communiste des ouvriers de Tunisie, annonce que le PCOT ne présentera pas de candidat à l'élection présidentielle dans six mois, qualifiant la formation du nouveau gouvernement de « petites réformettes qui ne répondent en rien à cette révolution populaire » car il s'agit d'un « gouvernement RCD élargi à quelques représentants de quelques partis d'opposition et de quelques personnalités de la société civile, ni plus ni moins […] Nous vivons sous le pouvoir de ce parti depuis plus de 50 ans et à chaque crise, il y a des manœuvres qui emmènent à ce même résultats, le pouvoir essaie de se réformer mais une fois qu'il reprend son souffle, il revient à la répression et à la main forte[33] ».

- Mardi 18 janvier 2011 :
  - Le président par intérim et le premier ministre démissionnent du RCD alors que l’ancien président Ben Ali en est exclu. Ce geste intervient après la démission de quatre ministres du FDTL et de l’UGTT, qui ne reconnaît pas le nouveau cabinet.
  - Le mouvement islamiste tunisien Ennahdha annonce qu'il « n'aura pas de candidat à la présidentielle » mais a vocation à « participer aux législatives », estimant qu'« il n'y aura pas de transition démocratique sans Ennahdha ». Au sujet du nouveau gouvernement, Ennahdha dénonce l'exclusion d'acteurs majeurs : « Ce n'est pas un gouvernement d'union nationale, c'est le gouvernement des exclusions nationales […] Ennahdha, le Congrès pour la République de Moncef Marzouki et le Parti communiste des ouvriers de Tunisie de Hamma Hammami sont les trois piliers de la résistance au Rassemblement constitutionnel démocratique de Ben Ali ». Ennahdha, va demander sa légalisation pour devenir une force politique comme les autres ; démantelé après les élections de 1991 où il avait obtenu 17 % des voix, se présente comme un parti réformateur représentant un islam modéré et dit proche de l'AKP turc (islamo-conservateur).

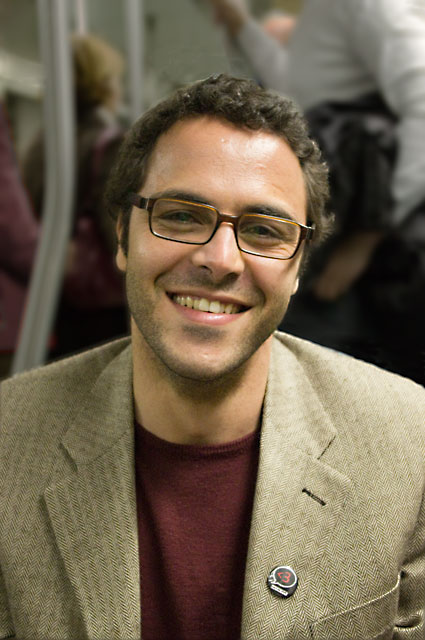
Slim Amamou
(mai 2011)

  - Le Rassemblement constitutionnel démocratique, parti du président déchu Zine el-Abidine Ben Ali, perd ses personnalités. Le président tunisien par intérim, Fouad Mebazaa, du premier ministre, Mohamed Ghannouchi, et plusieurs autres ministres ont démissionné afin que se « concrétise une décision de séparation entre les organes de l’État et les partis politiques », décidée par le nouveau gouvernement d'union nationale. D'autre part, le RCD annonce la radiation de ses rangs de l'ex-président Ben Ali et six de ses collaborateurs, « sur la base de l'enquête menée au niveau du parti, à la suite des graves événements qui ont secoué le pays ». D'autre part, l'Internationale socialiste annonce avoir définitivement « exclu » le RCD de ses rangs et rompt toute relation avec lui.
  - Gouvernement : Nombreuses démissions de nouveaux ministres.
    - UGTT : Moins de vingt-quatre heures après la formation du gouvernement, plusieurs ministres ont déjà démissionné. Dans un premier temps, les trois représentants de l'Union générale des travailleurs tunisiens (UGTT) se sont retirés du gouvernement de transition à l'appel du syndicat, dont Houssine Dimassi, ministre de la Formation et de l'emploi, Abdeljelil Bédoui, ministre auprès du premier ministre, et Anouar Ben Gueddour, secrétaire d’État auprès du ministre du Transport et de l'équipement. D'autre part, les syndicalistes siégeant au Parlement, à la Chambre des conseillers et au Conseil économique et social ont tous démissionné.
    - FDLT : Le Forum démocratique pour le travail et les libertés annonce la suspension de sa participation dans le gouvernement d'union nationale, où il avait un ministère tenu par le chef du parti, Mustapha Ben Jaâfar, ministre de la Santé, « en attendant la fin de consultations avec le premier ministre, concernant des demandes du FDLT qui concernent la composition du cabinet ».
    - Ettajdid : Les opposants d'Ettajdid (ex-communistes) menacent de quitter le gouvernement d'union nationale si les ministres issus du RCD ne démissionnent pas, notamment, le premier ministre et les ministres de l'Intérieur, de la Défense, des Affaires étrangères et des Finances. Il demande aussi le gel des biens du RCD, « parce qu'ils appartiennent au peuple », et la dissolution de « toutes les cellules professionnelles du RCD », implantées dans la quasi-totalité des entreprises du pays.
    - En réponse, le premier ministre, Mohamed Ghannouchi déclare que les ministres issus du RCD qui ont été maintenus à leur poste ont toujours agi pour « préserver l'intérêt national ». « Ils ont gardé leur portefeuille parce que nous avons besoin d'eux dans cette phase » de construction démocratique, affirmant : « Tous ont les mains propres, […] une grande compétence. Ils ont du mérite. Grâce à leur dévouement, ils ont réussi à réduire la capacité de nuisance de certains. Ils ont manœuvré, tergiversé, gagné du temps pour préserver l'intérêt national[34] ».

- Mercredi 19 janvier 2011 :
  - L'agence de notation financière Moody's annonce avoir « dégradé de Baa2 à Baa3 la note souveraine de la Tunisie et a changé la perspective de stable à négative » en raison des incertitudes économiques et politiques qui pèsent sur le pays en proie à de graves troubles depuis le « changement inattendu de régime ». Elle pointe aussi « les importantes incertitudes économiques et politiques » et la poursuite des troubles et la situation politique « qui met en danger la stabilité du pays ». Elle a également abaissé la note de la banque centrale à Baa3 avec une perspective négative[35],[36].
  - Une enquête judiciaire pour « l'acquisition illégale de biens mobiliers et immobiliers », « placements financiers illicites à l'étranger » et « exportation illégale de devises », a été ouverte contre le président déchu Zine el-Abidine Ben Ali, sa famille et le clan Trabelsi accusés d'avoir mis en coupe réglée le pays depuis 23 ans[37]. 33 membres de la famille du président déchu Ben Ali, soupçonnés de « crimes contre la Tunisie », ont été arrêtés ainsi que le général Ali Seriati, ancien responsable de la garde présidentielle.
  - Selon un rapport des observateurs de l'ONU, le bilan humaine des violences en Tunisie se monterait à au moins 117 morts au cours des cinq dernières semaines. La mission s'est par ailleurs inquiétée d'un nombre important d'arrestations concernant notamment des défenseurs des droits de l'homme ainsi que des cas de tortures et de mauvais traitements de détenus qui lui avaient été rapportés.

- Jeudi 20 janvier 2011 :
  - Le Rassemblement constitutionnel démocratique, parti au pouvoir sous le régime sans partage du président déchu Ben Ali, prononce la dissolution de fait de son instance suprême, le bureau politique, en raison de la démission de plusieurs de ses membres. Le secrétaire général, Mohamed Ghariani, se charge de la gestion des affaires courantes du parti.
  - Le Conseil des ministres du gouvernement de transition adopte le projet de loi d'amnistie générale, qu'il va présenter au Parlement, et qui concernera aussi les islamistes du parti interdit Ennahdha.
  - Tracfin, la cellule anti-blanchiment du ministère français des Finances, a constitué une « équipe dédiée » à la traque des avoirs détenus en France par le clan Ben Ali ainsi que par ses proches et « prête-noms », « comme certains hauts fonctionnaires » des « deuxième et troisième cercles qui sont en cours d'identification », car les véritables détenteurs des avoirs tunisiens, « sont des gens suffisamment riches pour avoir des prête-noms ».
  - Le blogueur Slim Amamou, nouveau secrétaire d’État à la Jeunesse, twitte en direct le premier conseil du nouveau gouvernement aux 8 000 abonnés à son compte[38].
  - Selon le Conseil mondial de l'or (CMO) reposant sur des chiffres du Fonds monétaire international, il manquerait 1,5 tonne d'or dans les coffres de la Banque centrale de Tunisie. Alors que le stock d'or de la Tunisie est comptabilisé à 6,8 tonnes, soit 220 000 onces, il n'en resterait seulement 5,3 tonnes dans les stocks de la banque centrale tunisienne, alors que cette dernière avait récemment démenti la fuite de la famille de l'ancien président Ben Ali avec cette quantité d'or dans ses bagages. Selon les services secrets français, Leïla Trabelsi, la femme du président, « se serait rendue à la Banque centrale de Tunisie chercher des lingots d'or », et aurait essuyé un refus du gouverneur, avant qu'il ne cède sous la pression de Zine el-Abidine Ben Ali. Toutefois, selon le journal African Manager, 1 397 tonnes d'or serait en dépôt, au nom de l’État tunisien, depuis le 11 janvier 2011, auprès de la Banque d’Angleterre[39].
  - Le gouvernement de transition décrète trois jours de deuil national, de vendredi à dimanche, en mémoire des victimes du soulèvement populaire qui a renversé il y a tout juste une semaine, le régime du président Ben Ali, après 23 ans d'un règne sans partage, alors qu'un moins 100 personnes ont été tuées au cours du mois de révolte populaire. Le ministre des « Affaires religieuses appelle les imams prédicateurs de toutes les mosquées de la République à effectuer […] la prière de l'Absent […] à la mémoire des martyrs de la révolution ».

- Vendredi 21 janvier 2011 : Début d'un deuil national de trois jours — de samedi à dimanche — en mémoire des martyrs de la révolution populaire.

- Samedi 22 janvier 2011 : Début d'une marche de jeunes habitants du centre-ouest vers Tunis pour réclamer le départ du gouvernement de transition des caciques de l'ancien régime, notamment les ministres issus du Rassemblement constitutionnel démocratique, ancien parti au pouvoir du temps de Ben Ali. Environ 300 personnes sont partis de Menzel Bouzaiane, à 280 km au sud de la capitale, et 500 autres marcheurs les ont rejoints en chemin. Ils espèrent arriver plus nombreux à Tunis dans quatre à cinq jours en passant par Regueb et Kairouan. Une partie du parcours devrait être motorisée. D'autres marches similaires vont partir de Kasserine, autre foyer de la révolte populaire et de la ville minière de Gafsa.

- Dimanche 23 janvier 2011 :
  - Un millier de manifestants venus du centre-sud du pays et réclamant la démission du gouvernement tunisien de transition sont arrivés ce matin dans le centre de Tunis. Partis hier, ils ont rejoint la capitale de nuit en alternant marche et trajets en véhicules, au sein d'un convoi hétéroclite baptisé « caravane de la libération ».
  - Deux autres proches collaborateurs du président Ben Ali, sont assignés à résidence. Il s'agit d'Abdallah Kallel, président du Sénat et ancien ministre de l'intérieur, et de Abdelaziz Ben Dhia, l'éminence grise du régime.

- Lundi 24 janvier 2011 :
  - Début d'une grève illimitée décrétée par le syndicat tunisien des enseignants du primaire (UGTT), en ce jour de reprise théorique des cours interrompus par la « révolution du jasmin », pour exiger « la dissolution du gouvernement de transition » et pour marquer leur solidarité avec les victimes de la révolte populaire d'un mois, réprimée dans le sang. Selon le syndicat national de l'enseignement primaire, la grève est « bien suivie » dans la plupart des régions.
  - Plusieurs milliers de manifestants se sont rassemblés devant le siège du premier ministre, le palais de la Kasbah, pour exiger la démission du gouvernement d'union nationale, en raison de la présence controversée dans ses rangs de caciques de l'ancien régime du président Ben Ali. Des heurts ont eu lieu avec les policiers anti-émeutes qui tentaient d'exfiltrer des fonctionnaires du siège du gouvernement. Une voiture de police a été détruite[40].
  - Le chef d'état-major de l'armée de terre, le général Rachid Ammar, s'adressant aux manifestants devant le siège du gouvernement, a assuré que l'armée « ne sortira pas du cadre de la Constitution » et se portait « garante de la révolution » en Tunisie.
  - Le parquet de Paris annonce avoir ouvert une enquête préliminaire sur les biens en France de l'ex-président Zine el-Abidine Ben Ali et de son entourage à la suite d'une plainte de trois organisations non gouvernementales, Sherpa, Transparency International et la Commission arabe des droits humains, qui ont récemment déposé une plainte pour corruption, détournement de fonds publics, abus de biens sociaux, abus de confiance et blanchiment aggravé commis en bande organisée. L'enquête est confiée à l'office central pour la répression de la grande délinquance financière (OCRGDF) et à la cellule anti-blanchiment du ministère de l’Économie, TRACFIN. Par ailleurs, la France se tient « à la disposition des autorités constitutionnelles tunisiennes » pour examiner le sort des biens immobiliers en France du président déchu Ben Ali et de son entourage, dont la fortune en France est estimée à environ 5 milliards de dollars[41].

- Mardi 25 janvier 2011 :
  - Affrontements au centre de Tunis. Une manifestation de soutien au gouvernement de transition est attaquée par plusieurs centaines de jeunes opposants parmi lesquels des supporters ultra de football, sans que les policiers présents à proximité n'interviennent.
  - Le gouvernement de transition annonce plusieurs mesures à caractère social et économique, s'efforçant à travers plusieurs mesures de répondre aux revendications sociales à l'origine de la « révolution du jasmin » :
    - « Une allocation mensuelle de 150 dinars (78 euros) sera allouée aux chômeurs diplômés, ainsi qu'une couverture sociale et un tarif réduit dans les transports publics, à condition qu'ils acceptent un emploi à mi-temps dans les services publics ». Le taux de chômage est estimé à environ 14 % de la population active en Tunisie, mais il est évalué à 30 % parmi les chômeurs diplômés, dont le nombre est d'environ 100 000 sur 10 millions d'habitants. Le salaire minimum légal en Tunisie est de 270 dinars (140 euros).
    - « Les budgets consacrés aux chantiers d'utilité publique dans les régions seront doublés » et « une avance sera versée mercredi aux familles des martyrs et des blessés et aux personnes qui ont subi des dommages matériels pendant les troubles ». Une aide exceptionnelle de 260 millions d'euros est prévue pour les régions rurales les plus pauvres du pays, foyers de la « révolution du jasmin[42] ».

- Mercredi 26 janvier 2011 :

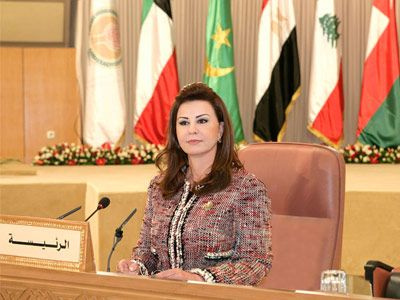
Leïla Trabelsi
(novembre 2010)

  - Le ministre de la Justice, Lazhar Karoui Chebbi, annonce le lancement d'un mandat d'arrêt international, relayé par Interpol, contre le président déchu Zine el-Abidine Ben Ali, réfugié en Arabie saoudite, ainsi que contre son épouse Leïla Ben Ali et six de ses proches, pour « acquisition illégale de biens mobiliers et immobiliers » et « transferts illicites de devises à l'étranger ». D'autre part il appelle les 9 500 évadés toujours en cavale, sur les 11 029 détenus qui se sont évadés depuis la chute du président Ben Ali lors d'évasions massives, à retourner en prison. 1 532 détenus se sont déjà rendus spontanément. Lors des soulèvements 71 détenus sont morts dont 48 dans l'incendie de la prison de Monastir.
  - Le ministre du Développement régional, Ahmed Néjib Chebbi, annonce la dissolution de l'Agence tunisienne de communication extérieure, qui exerçait de fait une censure sur les médias étrangers sous le régime déchu et son remplacement par un organisme indépendant chargé des relations avec les médias étrangers sans pour autant intervenir sur leurs contenus.
  - L'ex-ambassadeur de France en Tunisie, Yves Aubin de La Messuzière, en poste en Tunisie entre 2002 et 2005, affirme que « les autorités politiques françaises étaient […] parfaitement informées des dérives du système Ben Ali, qui rejetait toute référence à la question des droits de l'Homme » et que l'expertise des diplomates a été « négligée », alors que le président français, Nicolas Sarkozy a déclaré que la France avait « sous-estimé (les) aspirations du peuple tunisien à la liberté », faisant ainsi un mea culpa après avoir été très critiqué pour n'avoir lâché l'ex-président Zine el-Abidine Ben Ali qu'après sa chute le 14 janvier : « L'expertise du Quai d'Orsay, marginalisé depuis 2007, était négligée […] Au cours de la décennie passée, les analyses de notre ambassade à Tunis et celles du Quai d'Orsay soulignaient régulièrement la dégradation des libertés publiques et la répression qui touchait les associations et les organisations non gouvernementales […] les rapports diplomatiques mettaient aussi l'accent sur l'exaspération et le mal-être de la jeunesse tunisienne […] la prévarication et le développement d'un système de prédation du secteur privé de l’économie par le clan Trabelsi […] l'analyse diplomatique privilégiait le risque de mouvements sociaux à la menace islamiste […] les premières déclarations françaises, au lendemain de la chute de Ben Ali, n'ont pas été à la hauteur […] un effort important est nécessaire pour rétablir la confiance[43] ».

- Jeudi 27 janvier 2011 : Le premier ministre du gouvernement de transition, Mohamed Ghannouchi, et dernier chef du gouvernement du président déchu Ben Ali, est reconduit à la tête du gouvernement de transition. Le remaniement est marqué par le départ des ministres issus du Rassemblement constitutionnel démocratique. Les postes-clés de l'Intérieur, de la Défense, des Finances et des Affaires étrangères changent de main. Selon le premier ministre, le « gouvernement s'engage à ce que les élections soient organisées sous le contrôle d'une commission indépendante en présence d'observateurs internationaux pour en garantir la transparence […] sa mission sera d'organiser des élections pour que le peuple choisisse en toute liberté », appelant les Tunisiens « à retourner au travail ».
  - Farhat Rajhi, ministre de l'Intérieur ;
  - Ahmed Abderraouf Ounaïs, diplomate de carrière, ministre des Affaires étrangères ;
  - Taïeb Baccouche, ministre de l’Éducation et porte-parole.

- Vendredi 28 janvier 2011 : La police a donné l'assaut au campement installé depuis cinq jours par des manifestants devant le palais de la Kasbah à Tunis, siège des bureaux du premier ministre, faisant au moins une quinzaine de blessés[44].

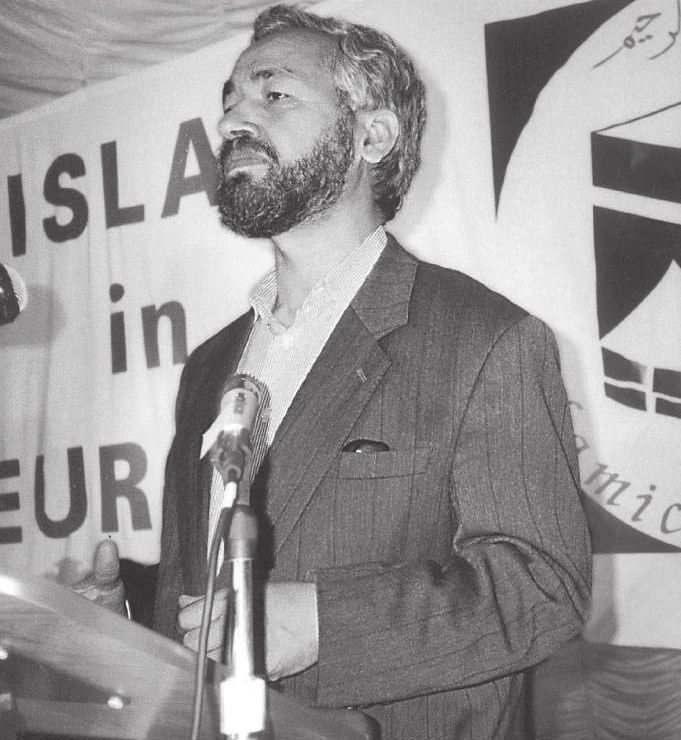
Rached Ghannouchi
(avant 1982)

- Dimanche 30 janvier 2011 : L'opposant islamiste Rached Ghannouchi est arrivé à l'aéroport de Tunis après plus de 20 ans d'exil sous le régime du président Ben Ali.

- Lundi 31 janvier 2011 : Des troubles ont eu lien à Kasserine (centre-ouest) où la sous-préfecture a été pillée et saccagée par des centaines de jeunes, mais aussi un lycée, un local associatif et un cabinet de médecin. Selon l'ONG Human Rights Watch, au moins 21 personnes ont été tuées à Kasserine et dans la localité voisine de Thala depuis début janvier.

### Février 2011
- Mardi 1er février 2011 :
  - Selon le Haut-Commissariat des Nations unies aux droits de l'homme, 219 personnes sont mortes (dont 72 dans des prisons) et 510 autres ont été blessées durant la révolution tunisienne qui a conduit à la chute du président Ben Ali.
  - L'ancien ministre de l'Intérieur Rafik Belhaj Kacem, limogé le 12 janvier dernier et assigné à résidence, est arrêté pour « répondre de graves soupçons qui pèsent sur lui ».
  - Le gouvernement de transition a approuvé l'adoption de plusieurs protocoles internationaux ayant trait aux droits de l'homme dont : la convention internationale sur la protection des personnes contre les disparitions forcées, le Statut de Rome portant sur la Cour pénale internationale, le protocole non obligatoire annexé à la convention internationale contre la torture, et les protocoles non obligatoires annexés au Pacte international relatif aux droits civils et politiques. D'autre part, le gouvernement de transition annonce qu'il allait « étudier » des « réserves » émises par la Tunisie du temps du président Ben Ali sur d'autres convention internationales concernant notamment la peine de mort, l'enfance, et la convention sur l'élimination de toutes les formes de discriminations à l'égard des femmes.

- Mercredi 2 février 2011 :
  - Après avoir nettoyé la police héritée du président déchu, le gouvernement a poursuivi la purge de l'appareil de l’État en remplaçant l’ensemble des 24 gouverneurs provinciaux.
  - Deux membres du gouvernement de transition, Mehdi Houas, ministre du Commerce et du Tourisme, et Elyès Jouini, ministre chargé des Réformes économiques et sociales, sont des Franco-tunisiens, membres et administrateurs du très sélect Club XXIe siècle regroupant l'élite française d'origine étrangère; « une association non partisane qui rassemble 400 membres de toutes origines unis par une même conviction : la diversité est une chance pour la France ».
  - L'hebdomadaire satirique français Le Canard enchaîné révèle que la ministre des Affaires étrangères, Michèle Alliot-Marie et son conjoint, le ministre des Relations avec le Parlement, Patrick Ollier, ont utilisé entre Noël et le Jour de l'An un jet privé appartenant à Aziz Miled pour aller de Tunis à Tabarka, avec des membres de leur famille, où ils ont séjourné dans un hôtel lui appartenant aussi[45].

- Jeudi 3 février 2011 : Une délégation de 12 députés du Parlement européen, conduite par l'Espagnol José Ignacio Salafranca Sánchez-Neyra, est arrivée à Tunis pour une visite de 4 jours, alors que l'assemblée tunisienne a voté une résolution appelant à renforcer la coopération entre l'UE et la Tunisie pour accompagner la transition démocratique dans ce pays. Ils doivent rencontrer des membres du gouvernement de transition, des partis politiques et des représentants de la puissante centrale syndicale UGTT afin d'évaluer la situation. D'autre part la cheffe de la diplomatie européenne, Catherine Ashton, se rendra en Tunisie dans une quinzaine de jours pour parler de l'aide que l'UE compte apporter en particulier l'octroi d'un « statut avancé ».

- Vendredi 4 février 2011 :
  - Plusieurs centaines de Tunisiens ont manifesté dans la soirée à Sidi Bouzid après la mort dans un incendie de deux jeunes gens en garde à vue au commissariat. C'est dans cette localité que Mohamed Bouazizi s'est immolé par le feu le 17 décembre, geste considéré comme l'événement fondateur de la révolution. Selon le ministre de l'Intérieur, Farhat Rajhi, il s'agit d'un crime qui pourrait être l’œuvre de partisans de l'ancien régime du président Ben Ali.
  - Le conseil de l'Union européenne décide de geler les fonds et les ressources économiques de 48 personnes physiques proches de l'ancien président Ben Ali, sous le motif suivant : « Personne faisant l'objet d'une enquête judiciaire des autorités tunisiennes pour acquisition de biens immobiliers et mobiliers, ouverture de comptes bancaires et détention d'avoir financiers sans plusieurs pays dans le cadre d'opérations de blanchiment d'argent ».

- Samedi 5 février 2011 :
  - Gouvernorat du Kef : Des affrontements entre manifestants et policiers au Kef ont fait 4 morts et 15 blessés. La foule a demandé le départ du commissaire de police de la ville qui a été arrêté pour abus de pouvoir. Le commissariat a été incendié faisant 25 autres blessés par brûlures et asphyxies légères.
  - Gouvernorat de Kébili : Des affrontements entre manifestants et policiers à Kébili ont fait 1 mort et 5 blessés. Les manifestants ont attaqué 2 postes de la garde nationale et la résidence du gouverneur.

- Dimanche 6 février 2011 : Le ministère de l’Intérieur Farhat Rajhi annonce la suspension des activités du Rassemblement constitutionnel démocratique, le parti au pouvoir sous le président Ben Ali, dans l’attente de sa dissolution : « Dans le souci de préserver l'intérêt suprême de la nation et d'éviter toute violation de la loi, le ministre de l'intérieur a décidé de suspendre toutes les activités du RCD, d'interdire toutes réunions ou rassemblements organisés par ses membres, et de fermer tous les locaux appartenant à ce parti ou gérés par lui ».

- Lundi 7 février 2011 :

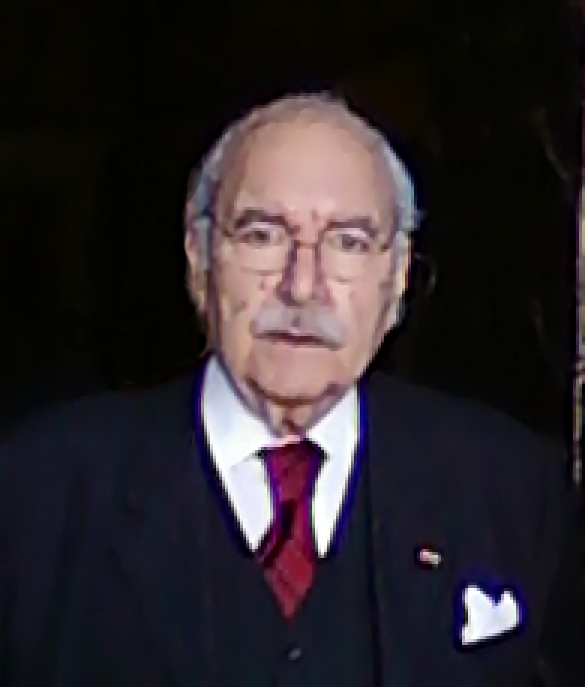
Fouad Mebazaa
(janvier 2011)

  - La Chambre des députés adopte une loi habilitant le président par intérim, Fouad Mebazaa, à prendre des décrets-lois conformément à l’article 28 de la Constitution de 1959 en attendant les élections présidentielle et législatives qui doivent avoir lieu dans les six mois à venir. Auparavant, des centaines de contestataires, défenseurs des droits de l'Homme, universitaires, avocats et citoyens ordinaires, ont tenté d'empêcher les députés tunisiens d'accéder à l'enceinte parlementaire. Les manifestants considérant que « la révolution du 14 janvier a mis fin à la légitimité de l'institution parlementaire et à tous les autres organes constitutionnels », ils réclament l'élection d'une assemblée constituante qui devra être chargée de l'élaboration d'une nouvelle Constitution et de l'adoption des lois nécessaires à la transition.
  - Une enquête de la Télévision suisse romande en collaboration avec le quotidien Le Monde a pu reconstituer la manière dont le groupe alimentaire Nestlé, présente en Tunisie depuis les années 1960, s'est fait racketter par le clan Ben Ali[46].

- Mardi 8 février 2011 :
  - Selon le Haut Commissariat aux Droits de l'Homme, 234 personnes sont mortes et 510 ont été blessées en Tunisie depuis le début des violences. Parmi les morts, 8 policiers et 74 détenus.
  - La population en colère s'en est pris dans plusieurs villes (Sousse, Monastir, Medenine, Gafsa…) aux gouverneurs en raison de leur appartenance au parti de l'ex-président Ben Ali.
  - Le ministère de la Défense a pris la décision de rappeler des réservistes partis à la retraite à partir de 2006 ainsi que des conscrits 2008-2009 à partir du 16 février. L'armée tunisienne compte environ 45 000 hommes ce qui insuffisant pour faire face aux contestations et aux tensions dans tout le pays. Plusieurs membres du gouvernement ont évoqué ces derniers jours un « complot » contre la révolution qui, selon eux, serait l’œuvre de partisans ou hommes de main du Rassemblement constitutionnel démocratique de l'ex-président Ben Ali.

- Samedi 12 février 2011 : Une barque de fortune transportant 12 immigrants clandestins qui tentaient de gagner l'Europe a fait naufrage au large de Zarzis faisant un mort et un disparu. Près de 4 000 immigrants clandestins, essentiellement des Tunisiens, ont débarqué au cours des quatre derniers jours sur la petite île de Lampedusa.

- Dimanche 13 février 2011 :
  - Le ministre des Affaires étrangères Ahmed Ounaies annonce sa démission. Il est remplacé par Mouldi Kefi le 21 février.
  - Un afflux de Tunisiens arrivent clandestinement sur l'île italienne de Lampedusa fuyant un pays sous pression sociale, économique et politique. Près de 5 000 Tunisiens ont déjà pris l'exode vers l'Europe; la mer calme et le beau temps favorisent ces départs même si la traversée n'est pas sans risque. Parmi eux des réfugiés économiques et politiques qui fuient les violences, les enlèvements et l'instabilité générale. L’Italie a demandé l'aide de l'Union européenne pour faire face à cet afflux d'immigrants mettant en garde contre un risque de crise humanitaire[47]. Les autorités tunisiennes ont envoyé des renforts pour aider à enrayer le flux de clandestins vers l'Europe.

- Lundi 14 février 2011 :
  - La chef de la diplomatie européenne Catherine Ashton est arrivée à Tunis pour apporter le soutien de l'Union européenne au processus de transition politique dans ce pays et évoquer les moyens d'endiguer le flux de clandestins tunisiens vers l'Europe. Elle a rencontré les présidents des commissions chargées de mener la réforme politique et d'enquêter sur les abus et la corruption sous le régime de Ben Ali. L'UE envisage d'augmenter l'aide programmée en faveur de la Tunisie pour les trois années à venir dans le domaine économique. L'UE accorde entre 80 et 90 millions d'euros par an en aides non remboursables. La Banque européenne d'investissement a octroyé en 2010 un prêt de 500 millions d'euros pour les infrastructures[48].
  - 8 Tunisiens qui avaient tenté de rallier clandestinement l'Italie le 11 février accusent les garde-côtes tunisiens d'avoir « délibérément foncé » sur leur embarcation, faisant 5 morts et 30 personnes portées disparues dans les eaux internationales. Le bateau, parti d'une zone proche de Zarzis transportait 120 passager[49].

- Mardi 15 février 2011 :
  - Dans un communiqué, le ministère de l’Intérieur annonce la levée du couvre-feu mais le maintien de l’état d’urgence en vigueur.
  - Le ministre italien des Affaires étrangères, Franco Frattini, annonce, lors d'une visite éclair à Tunis, une aide d'urgence de cinq millions d'euros et une ligne de crédit de 100 millions. D'autre part, il propose à la Tunisie une « coopération opérationnelle » pour l'aider à lutter contre le flux de clandestins vers l'Italie.
  - La communauté juive de Tunisie a exprimé son inquiétude au gouvernement de transition après des incidents antisémites devant la grande synagogue de Tunis faits par des islamistes radicaux. Selon le ministère de l'Intérieur : « Ces personnes n'ont d'autre objectif que de porter atteinte aux valeurs du régime républicain fondé sur le respect des libertés et des croyances, la tolérance, la coexistence pacifique entre tous les courants et la garantie de l'exercice des droits civiques » et condamne ces agissements. La communauté juive en Tunisie compte 1 600 personnes (contre 100 000 en 1956) qui vivent pour la majorité à Djerba.
  - 36 prisonniers de droit commun se sont échappés de la prison civile de Gabès.
  - Selon Le Canard enchaîné, les parents de la ministre française des Affaires étrangères, Michèle Alliot-Marie, âgés de 94 et 92 ans, étaient du voyage en jet avec la ministre pour investir dans une société civile immobilière (SCI) d'Aziz Miled, riche homme d'affaires tunisien associé à la famille Trabelsi. Ils auraient racheté la totalité des parts de la SCI Ikram[50].

- Mercredi 16 février 2011 :
  - Le montant total des prêts accordés par les banques à 182 entreprises des clans Ben Ali et Trabelsi et alliés, est évalué à 2,5 milliards de dinars (1,3 milliard d'euros), dont 430 millions (224 M€) sans garantie de remboursement, selon la Banque centrale de Tunisie. Ces crédits avaient été alloués par des banques du secteur public et privé[51].
  - Les nouvelles révélations du Canard enchaîné mettent à mal la défense adoptée par la ministre française Michèle Alliot-Marie[52].

- Vendredi 18 février 2011 :
  - Un prêtre polonais de 34 ans est retrouvé égorgé dans une école privée de la région de La Manouba, tué par un des employés de l'école[53].
  - À Tunis, des dizaines de manifestants islamistes ont tenté de mettre le feu à une rue connue pour des activités de prostitution

- Samedi 19 février 2011 : Des centaines de personnes ont manifesté à Tunis « pour une Tunisie laïque » après des incidents impliquant des islamistes ces derniers jours.

- Dimanche 20 février 2011 : Un « trésor » a été découvert dans l'un des palais du président déchu et de son épouse Leïla Trabelsi sur la colline de Sidi Bousaïd. Il est constitué par de très importantes sommes en dinars tunisiens et en devises étrangères, ainsi que des bijoux d'une « valeur inestimable » — des parures serties de diamants, d'émeraudes et d'autres pierres précieuses, colliers et ceintures en or massif. Il a été découvert dans de grands coffres-forts dissimulés derrière une bibliothèque aux portes glissantes et sa valeur serait de plusieurs milliards[54],[55].

- Mardi 22 février 2011 :
  - La commission d'enquête sur les affaires de corruption et de malversation découvre 27 millions de dollars en liquide dans un palais de Ben Ali à Sidi Bou Said, dans la banlieue nord de Tunis.
  - Deux ministres français — Christine Lagarde et Laurent Wauquiez — sont arrivés en « visite d'amitié et de travail » pour affirmer le soutien de la France à la nouvelle Tunisie et tenter de se racheter après une série de bourdes, d'erreurs et de malentendus de sa diplomatie. Désormais la France mise sur l'aide économique et sur celle de l'Union européenne. 1 250 filiales d'entreprises françaises sont présentes en Tunisie, employant plus de 110 000 personnes[56].

- Vendredi 25 février 2011 :
  - Plusieurs dizaines de milliers de personnes, majoritairement des étudiants, ont manifesté à Tunis pour réclamer le départ du gouvernement de transition dirigé par Mohammed Ghannouchi. 88 manifestants ont été arrêtés.
  - Le Croissant-Rouge tunisien demande l'aide logistique en urgence de l’Égypte pour rapatrier ses ressortissants qui fuient par milliers en Tunisie les violences en Libye. Près de 20 000 personnes ont fui la Libye par la route depuis le 20 février pour se rendre en Tunisie via le principal poste frontalier de Ras Jedir.

- Samedi 26 février 2011 :
  - Plus de 100 000 Tunisiens réclament le départ du gouvernement. Il s’agit de la plus grande manifestation depuis la chute du président Ben Ali. Nouveaux affrontements entre manifestants et policiers à Tunis qui ont fait 21 policiers blessés, 3 commissariats incendiés ou saccagés, 5 manifestants tués, 12 autres blessés et plus de 200 manifestants arrêtés[57].

- Dimanche 27 février 2011 :

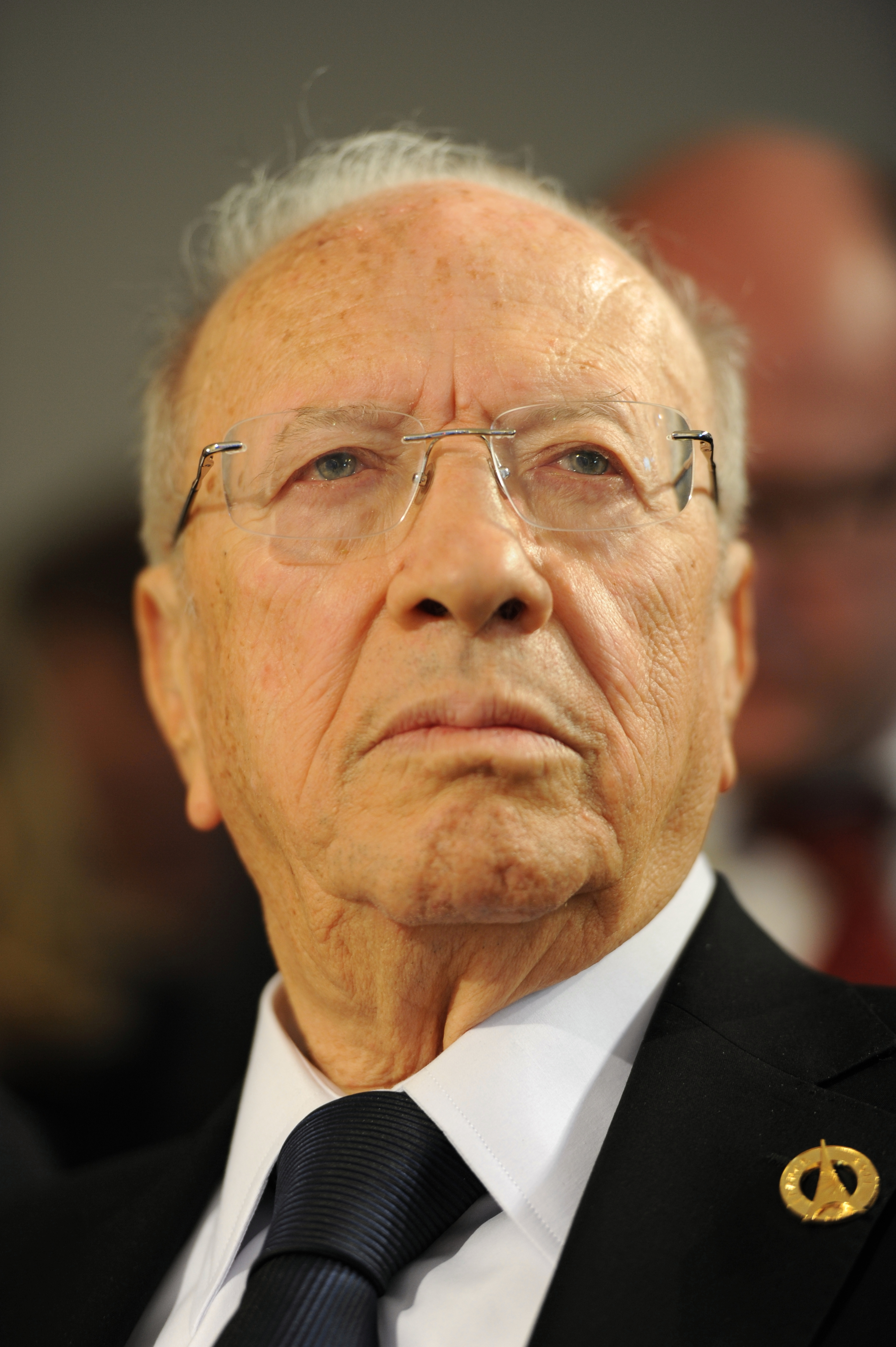
Béji Caïd Essebsi
(mai 2011)

  - Tunis : De nouvelles violences ont éclaté dans le centre où des « jeunes » se sont livrés à des saccages en règle dans le quartier de l’avenue Habib-Bourguiba. La police a effectué de nombreux tirs de sommation pour faire fuir des groupuscules qui revenaient à la charge et accuse un « groupe d'agitateurs infiltrés dans les rangs de manifestants pacifistes et qui se sont servis de jeunes lycéens comme boucliers humains pour se livrer à des actes de violences, d'incendies visant à semer la terreur parmi les citoyens et visant les forces de sécurité intérieures ».
  - Le premier ministre par intérim Mohamed Ghannouchi remet sa démission et se voit remplacé par Béji Caïd Essebsi (84 ans) qui fut ancien ministre des Affaires étrangères du premier président de la Tunisie indépendante Habib Bourguiba.
  - Libye : plus de 40 000 migrants de plus de 20 nationalités différentes ont franchi le poste frontière de Ras Adjir depuis une semaine.

- Lundi 28 février 2011 :
  - Deux ministres controversés donnent leur démission : le ministre de la Planification et de la coopération internationale Mohamed Nouri Jouini et le ministre de l'Industrie et de la technologie Afif Chelbi. Le gouvernement transitoire ne compte plus désormais aucun ministre ayant fait partie du gouvernement du président déchu Zine el-Abidine Ben Ali.
  - La part de 51 % que le groupe de Marwan Mabrouk détient au capital d'Orange Tunisie a été saisie par décret du gouvernement. Les 49 % restant appartiennent à France Télécom qui n'est pas visé par ce décret. L'opérateur de télécoms a été introduit sur le marché tunisien en mai 2010 et compte quelque 800 000 clients[58].

### Mars 2011
- Mardi 1er mars 2011 :
  - Le mouvement islamiste tunisien Ennahdha est légalisé, 30 ans après sa fondation.
  - Plusieurs ministres démissionnent dans le sillage de Mohamed Ghannouchi, dont Ahmed Néjib Chebbi, ministre du Développement régional et local, Ahmed Brahim, ministre de l'Enseignement supérieur et de la recherche scientifique et Elyès Jouini, ministre des Réformes économiques et sociales[59].
  - Le nouveau premier ministre Béji Caïd Essebsi a accepté l'idée de la mise en place d'une Assemblée constituante, prônée par un collectif de 14 partis politiques, de la puissante Union générale des travailleurs tunisiens et d'ONG : « Le gouvernement a décidé de se plier au Conseil de la protection de la révolution. Il n'y aura pas d'élection présidentielle, mais celle d'une Assemblée constituante ». Ce Collectif, en cours de formation, milite pour une démission collective du gouvernement, la dissolution des deux Chambres du Parlement et la création d'une Assemblée constituante qui devra promulguer une nouvelle Constitution et organiser des élections en vue de la formation d'un gouvernement[60],[61].

- Mercredi 2 mars 2011 :
  - Tous les prisonniers politiques ont été libérés.
  - Selon le ministre italien de l'Intérieur Roberto Maroni, plus de 6 000 immigrés sont arrivés dernièrement en Italie en provenance de la Tunisie à la suite de la crise qui a frappé ce pays.

- Jeudi 3 mars 2011 :
  - Le président par intérim Fouad Mebazaa annonce dans un discours à la nation l’élection d’une assemblée nationale constituante pour le 24 juillet.
  - 184 blessées dans des violences entre manifestants et l'armée dans la ville industrielle de Ksar Hellal depuis mardi.

- Vendredi 4 mars 2011 :
  - Selon le ministère de l'Intérieur, 12 partis politiques, dont Ennahdha (islamiste), ont été légalisés en Tunisie depuis la chute du président Ben Ali, ce qui porte leur nombre actuel à 21.
  - Dans la soirée, 16 prisonniers se sont évadés de la prison de Borj Erroumi, à Bizerte (nord), après avoir percé un trou dans le mur d'enceinte sécurisé de ce pénitencier.

- Samedi 5 mars 2011 : quelque 104 000 personnes, principalement des travailleurs immigrés, ont fui à ce jour les violences en Libye et se sont réfugiées en Tunisie, dont 10 000 Bangladais.

- Dimanche 6 mars 2011 : Selon le ministère de l'Intérieur, près de 2 000 personnes ont été arrêtées depuis le 1er février, dont 200 pour agressions, 165 pour port d'armes et actes de pillage et de vol, 276 prisonniers évadés, 700 auteurs de vol, de pillage et de destruction, 260 délinquants ayant terrorisé des citoyens et 70 autres pour avoir allumé des incendies et endommagé des biens. À ce jour le calme est revenu dans la capitale, après l'annonce par les autorités intérimaires de l'élection en juillet d'une Assemblée constituante, principale revendication de l'opposition[62].

- Lundi 7 mars 2011 : le ministère de l'Intérieur annonce la suppression de la direction de la sûreté de l’État et de « toute forme d'organisation s'apparentant à la police politique aussi bien au niveau de la structure, des missions ou des pratiques » affirmant « l'engagement du ministère à appliquer la loi et à respecter les libertés et des droits civiques […] en vue de contribuer à la réalisation des attributs de la démocratie, de la dignité et de la liberté »[63].

- Mercredi 9 mars 2011 :
  - Le tribunal de 1re instance de Tunis a prononcé la dissolution du Rassemblement constitutionnel démocratique, parti au pouvoir sous la présidence Ben Ali. Fondé le 27 février 1988 par l'ex-président Zine el-Abidine Ben Ali, il a revendiqué plus de deux millions d'adhérents pour 10 millions d'habitants et était le symbole de l'État-policier durant les 23 ans de régime de Ben Ali.
  - Une perquisition du bureau privé du président déchu Ben Ali au palais de Carthage amène à la découverte de 1 980 grammes d'un produit stupéfiant. Différentes armes à feu et plusieurs médailles en or ont aussi été saisis.

- Jeudi 10 mars 2011 :
  - Un mandat de dépôt a été émis à l'encontre de l'ancien ministre de l'Intérieur Rafik Belhaj Kacem pour « homicide volontaire » relativement aux événements sanglants survenus début janvier.
  - Le mouvement islamiste Hizb ut-Tahrir a déposé une demande de légalisation en vue de former un parti politique, mais elle a été rejetée par les autorités tunisiennes

- Vendredi 11 mars 2011, Métlaoui : deux personnes, dont une jeune fille, ont été tuées et plus de 20 ont été blessées dans des affrontements entre des habitants à la suite de la publication d'une fausse offre d'emploi à la Compagnie des phosphates de Gafsa, proposant des quotas sur une base tribale. Le couvre-feu a été décrété. Des unités de la Garde et de l'armée sont intervenues « pour disperser les agitateurs » et ont procédé à des arrestations et « saisi 16 fusils de chasse ». La Compagnie est passée en quelques mois de quelque 15 000 postes à 5 000 dans le cadre d'un plan de restructuration et de modernisation[64].

- Lundi 14 mars 2011 : le ministre du Commerce et du Tourisme Mehdi Houas a estimé que l'année touristique 2011 sera « catastrophique […] très mauvaise, désastreuse » et se situera à la moitié de son résultat de l'an dernier. Le tourisme assure près de 7 % du PIB tunisien et emploie jusqu'à 400 000 personnes, directement et indirectement : « le vrai défi aujourd'hui ce n'est pas d'augmenter les salaires, c'est de sauver les emplois et les salaires » d'autant plus que le pays souffre actuellement du contre-coup de l'insurrection en Libye qui tourne à la guerre civile. Quant au climat des affaires et à leur transparence, il estime que « par rapport au régime mafieux on a indubitablement progressé […] Tous ceux qui étaient passés sous les fourches caudines par le passé ont aujourd'hui un autre actionnaire, c'est l’État, un partenaire qui respecte le droit, ça a plus de gueule »[65].

- Jeudi 17 mars 2011 : la secrétaire d’État américaine Hillary Clinton est en visite en Tunisie pour rencontrer le président par intérim Fouad Mebazaa, puis le ministre Mouldi Kefi, et le premier ministre par intérim Béji Caïd Essebsi : « Cette révolution a suscité tellement d'espoirs, nous devons maintenant les transformer en résultats, et cela passera par une réforme économique et une réforme politique »[66].

- Mardi 22 mars 2011 : visite à Tunis du secrétaire général de l'ONU Ban Ki-moon pour rencontrer le président par intérim Fouad Mebazaa, ainsi que la Haute commission chargée de préparer un nouveau code électoral en vue de l'élection d'une assemblée constituante le 24 juillet[67].

- Lundi 28 mars 2011 :
  - Le ministre de l'Intérieur Farhat Rajhi (nommé le 27 janvier) est démis de ses fonctions par le président par intérim Fouad Mebazaa et remplacé par Habib Essid[68].
  - Le ministre italien de l'Intérieur Roberto Maroni menace de « rapatriements forcés » les immigrés clandestins illégaux arrivés ces derniers temps sur l'île de Lampedusa « s'il n'y a pas un signal concret » des autorités tunisiennes « d'agir immédiatement pour arrêter les flux migratoires », malgré le plan de financement de 80 millions d'euros accordé à la Tunisie pour lutter contre cette immigration illégale[69].
  - Le naufrage d'un petit bateau de clandestins au large de l'île de Kerkennah (Sfax) fait 27 morts. Des passeurs ont été arrêtés[70].

### Avril 2011
- Dimanche 3 avril 2011 : graves incidents lors d'un match de football entre un club égyptien et un club tunisien. Le premier ministre égyptien présente ses excuses[71].

- Mardi 5 avril 2011 : L'actrice américaine Angelina Jolie, ambassadrice de bonne volonté du HCR, a fait une visite surprise à la frontière tuniso-libyenne au camp de réfugiés de Choucha pour rencontrer des réfugiés ayant fui la Libye[72].

- Mercredi 6 avril 2011 : le Premier ministre Béji Caïd Essebsi présente son rapport la situation qui prévaut en Tunisie près de deux mois après la chute de l'ancien régime à l'« Instance supérieure pour la réalisation des objectifs de la révolution, la réforme politique et la transition démocratique ». Il annonce un accord avec l'Italie prévoyant la régularisation de 22 000 Tunisiens en situation irrégulière « leur permettant de circuler librement dans les pays de l'espace Schengen ». D'autre part l'Italie devrait fournir à la Tunisie des équipements et du matériel logistique pour lui permettre de renforcer le contrôle de ses côtes[73].

- Jeudi 7 avril 2011 :
  - Les garde-côtes ont arrêté, au large de Zarzis, 190 clandestins tunisiens qui tentaient de rallier illégalement l'Italie[74].
  - Le ministère de l'Intérieur annonce que « l'occupation de la voie publique pour l'accomplissement de la prière, en dehors des lieux de culte » sont dorénavant interdites en Tunisie[75].

- Vendredi 8 avril 2011 : les ministres de l'Intérieur français et italien annoncent la décision d'envoyer des « patrouilles communes » au large des côtes tunisiennes pour prévenir l'immigration illégale. Depuis la chute du président Zine el-Abidine Ben Ali, quelque 25 800 migrants on débarqué en Italie[76].

- Mardi 12 avril 2011 : la Haute commission électorale a opté pour un scrutin de listes à la proportionnelle au plus fort reste et devront respecter la parité hommes-femmes. Elle a aussi décidé de l'exclusion de candidature de toute personne qui a assumé une responsabilité dans l'ancien régime[77].

- Jeudi 14 avril 2011 : la Haute Instance pour la réalisation des objectifs de la révolution, de la réforme politique et de la transition démocratique, adopte le principe de la parité hommes-femmes pour les élections de l'Assemblée constituante le 24 juillet[78].

- Lundi 18 avril 2011 : le chef de l'armée de terre, le général de corps d’armée Rachid Ammar (60 ans), est nommé chef d’état-major inter-armées. L'armée tunisienne comprend 35 000 hommes. Le général Ammar avait refusé en janvier de faire tirer sur les manifestants ce qui avait accéléré la chute du régime du président Zine el-Abidine Ben Ali[79].

- Mardi 19 avril 2011 : De violents affrontements ont fait 2 morts et 43 blessés à Sened (région de Gafsa, sud) essentiellement des lycéens[80].

- Mercredi 20 avril 2011 : le ministre français des Affaires étrangères en visite à Tunis annonce une aide de 350 millions d'euros pour 2011-2012 par le biais de l'Agence française de développement pour des projets dans les domaines de la formation et du chômage. Le premier ministre par intérim Béji Caïd Essebsi est invité par le président Nicolas Sarkozy à sommet du G8 les 26 et 27 mai à Deauville. La communauté tunisienne en France compte 500 000 personnes, dont 13 000 étudiants et le taux de refus de visas est de 10 %[81].

- Vendredi 29 avril 2011 :
  - Évasion massive à la prison de Kasserine (centre-ouest) suit au déclenchement d'un incendie. 300 autres détenus s'évadent de la prison de Gafsa. 35 détenus ont été rattrapés[82].
  - La ville de Dehiba devient un théâtre d'affrontements entre rebelles et forces pro-kadhafistes. L'armée tunisienne tente de s'interposer et de désarmer les combattants libyens qui s'affrontent au centre même de Dehiba faisant de nombreux morts. Des obus ont été tirés[83].

### Mai 2011
- Dimanche 1er mai 2011 : des combats ont eu lieu en Libye près de Wazin-Dehiba et dans la montagne du Djebel Nafoussa entre les forces pro-Kadhafi et les rebelles[84]. La Tunisie dénonce une « dangereuse escalade militaire » et met en garde contre une « violation de l'intégrité territoriale tunisienne »[85]. Une trentaine d'obus libyens sont tombés sur le sol tunisien, dont deux près de la ville de Dehiba à quatre kilomètres de la frontière, sans faire de victimes.

- Mardi 3 mai 2011 : l'armée et la garde nationale tunisienne ont renforcé leur présence près du poste-frontière de Dehiba avec la Libye, à la suite des combats qui ont eu lieu depuis dimanche. Quelque 4 500 réfugiés ont réussi à passer la frontière lors des deux derniers jours[86].

- Mercredi 4 mai 2011 :
  - Le ministère de la Justice annonce l'ouverture d'une 19e action en justice à l'encontre de l'ex-président Zine el-Abidine Ben Ali dans l'affaire des violences de Ouerdanine (nuit du 15 au 16 janvier) où quatre jeunes hommes ont été tués par balles et plusieurs autres blessés[87].
  - Quelque 41 600 personnes ont fui les combats par les postes frontières de Wazin-Behiba et de Ras Jedir, ces quatre dernières semaines[88].

- Jeudi 5 mai 2011 :
  - Dans la nuit, 58 détenus se sont évadés de la prison de Sfax, s'ajoutant aux 9 500 autres qui se sont évadés depuis le 14 janvier dans de nombreuses prisons de Tunisie[89].
  - L'ancien président Ben Ali et son épouse Leïla Trabelsi sont accusés de « complot contre la sûreté intérieure de l’État » et d'« incitation à provoquer le désordre, le meurtre ou le pillage sur le territoire tunisien » dans le dossier judiciaire de la mort d'au moins quatre manifestants à Ouerdanine. Des charges ont également été retenues contre quatorze membres des forces de sécurité pour leur rôle dans ces incidents. Au total, l'ex-président Ben Ali est poursuivi dans 18 dossiers d'instructions pour homicide volontaire et usage et trafic de stupéfiants[90].
  - Quatorze obus tirés par l'artillerie des forces pro-Kadhafi sont tombés sur le sol tunisien près de la ville de Dehiba, un des principaux points de passage des réfugiés en provenance de Libye, sans faire de victimes. Selon le Haut Commissariat des Nations unies pour les réfugiés près de 50 000 réfugiés ont franchi la frontière vers la Tunisie via le poste de Dehiba depuis plus de quatre semaines[91],[92].

- Vendredi 6 mai 2011 : À Tunis, une manifestation regroupant quelque 200 personnes, qui réclamaient la « démission » du gouvernement transitoire et « une nouvelle révolution », a été « violemment » dispersée par la police[93]. Quatorze journalistes travaillant pour des médias internationaux et tunisiens ont été frappés par les forces de l'ordre[94].

- Samedi 7 mai 2011 :
  - Le couvre-feu est décrété à Tunis et sa banlieue pour une durée indéterminée après plusieurs jours de violences et de pillages. D'autres violences ont aussi eu lieu à Gabès et Sidi Bouzid[95]. Des islamistes se sont mobilisés pour tenter de rétablir l'ordre en l'absence d'intervention des forces de l'ordre[96].
  - Six obus libyens sont tombés sur le sol tunisien dans le secteur de Dehiba sans faire ni victime ni dégât, portant à 24 le nombre de projectiles tombés côté tunisien. Le gouvernement annonce qu'il prendra les dispositions « nécessaires » pour « préserver l'intégrité de son territoire ».

- Lundi 9 mai 2011 :
  - De nombreux incidents violents ont eu lieu lors du week-end à Tunis et dans sa banlieue (Ettadhamen, Sidi Hassine, Kram, La Goulette et Radès) ainsi qu'à Kasserine, Sousse et à Sidi Bouzid. 70 personnes ont été arrêtées pour pillages et incendies. Neuf policiers ont été blessés et cinq postes de police et de la garde nationale ont été incendiés[97].
  - L'armée et la douane tunisienne ont renforcé leur contrôle des personnes et des marchandises en provenance de Libye à la recherche d'armes, d'explosifs et de haschisch[98].

- Mardi 10 mai 2011 : 58 cadavres, pour la plupart de sexe masculin, et en « état de décomposition avancée ont été retrouvés » au cours du mois d'avril sur les côtes maritimes tunisiennes (plages de Skhira, Chaffar, Kerkennah, Gabès, Djerba et Mahdia). Le ministère de l'Intérieur estime qu'il s'agit de « victimes du fléau de l'émigration clandestine »[99].

- Mercredi 11 mai 2011 :
  - Douze comptes appartenant à quatre proches du l'ex-président Zine el-Abidine Ben Ali ont été saisis en France pour un montant de douze millions d'euros [100].
  - Deux Libyens en provenance d'Algérie ont été arrêtés dans un grand hôtel de Tataouine en possession d'une bombe artisanale[101].

- Jeudi 12 mai 2011 : Le premier ministre français François Fillon estime que depuis la révolution en Tunisie, « les choses ont changé, il y a une démocratie en train de s'installer, il n'y a plus aucune raison d'accorder l'asile politique à des Tunisiens […] la Tunisie a besoin de ses enfants pour se construire et ce que nous voulons aujourd'hui, c'est que les Tunisiens entrés illégalement sur le territoire européen retournent en Tunisie »[102].

- Samedi 14 mai 2011 : La garde maritime a porté secours au large de Zarzis à un bateau transportant 222 migrants africains provenant de la Libye[103].

- Lundi 16 mai 2011 : Visite à Tunis du ministre français de l'Intérieur Claude Guéant où il a rencontré le premier ministre Béji Caïd Essebsi avant sa venue au G8 de Deauville. Le ministre français doit signer un accord sur la sécurité et rencontrer plusieurs autres ministres tunisiens[104].

- Mardi 17 mai 2011 : De nouveaux obus tirés du côté libyens sont tombés près du poste-frontalier de Dehiba[105].

- Mercredi 18 mai 2011 :
  - Un colonel et un soldat de l'armée tunisienne ainsi que deux Libyens ont été tués dans un échange de tirs à Rouhia[106].
  - Le président de la compagnie nationale pétrolière libyenne et ex-premier ministre, Choukri Ghanem (68 ans) a abandonné le régime Kadhafi et s'est réfugié en Tunisie[107]. Un groupe de Libyens, comprenant l'épouse Safia et la fille Aïsha de Mouammar Kadhafi, est arrivé en Tunisie[108], ce que dément le gouvernement tunisien[109].

- Jeudi 19 mai 2011 : Selon le quotidien Le Temps, les deux libyens tués la veille dans les combats à Rouhia étaient des terroristes d'AQMI. Ils « projetaient d'attaquer des sites touristiques à Bizerte, Tabarka et Hammamet », étaient munis de faux passeports, d'une carte indiquant leurs projets d'attentats et portaient des ceintures d'explosifs[110].

### Juillet 2011
- Mercredi 21 juillet 2011 : prorogation, par le président Mebazaa, de l'état d'urgence au-delà de la date limite du 31 juillet.

- Jeudi 28 juillet 2011 : troisième condamnation par contumace de l'ancien président Ben Ali à 16 ans de prison et 97 millions de dinars d'amende pour corruption et fraude immobilière dans l'affaire dite « des Berges du Lac ».

- Vendredi 29 juillet 2011 : adoption d'un nouveau code de la presse par la Haute instance.

### Octobre 2011
- Samedi 1er octobre 2011 : la campagne électorale pour l'Assemblée constituante commence.

Dimanche 23 octobre 2011 : les Tunisiens votent l'Assemblée constituante la première fois après la Révolution tunisienne .

### Novembre 2011
- Mardi 22 novembre 2011 : la première réunion de l'Assemblée constituante se réunit pour la première fois. Mustapha Ben Jaafar y est élu président contre Maya Jribi.

### Décembre 2011
- Samedi 10 décembre 2011 : l'Assemblée constituante adopte la loi sur l'organisation provisoire des pouvoirs publics.

- Lundi 12 décembre 2011 : Moncef Marzouki est élu président de la république tunisienne par l'Assemblée constituante.

- Jeudi 22 décembre 2011 : Hamadi Jebali présente la liste définitive de son gouvernement à l'Assemblée constituante.

## Culture
- Les Belles de Tunis, roman de Nine Moati paru en 1983 aux Éditions du Seuil et réédité en Tunisie à la faveur de la révolution de 2011.
- 23 avril : le Comar d'or est attribué à :
  - ouvrage en langue arabe : روائح المدينة (Raouaïch El Madina) de Houcine El Oued (ar) ;
  - ouvrage en langue française : Non décerné.